# Ларин, Николай Владимирович
Никола́й Влади́мирович Ла́рин (10 июля 1918, Просечье, Рязанская губерния — 12 ноября 1982, Молодечно, Минская область) — советский офицер, в годы Великой Отечественной войны — капитан, командир батальона 524-го стрелкового полка 112-й стрелковой дивизии 13-й армии 1-го Украинского фронта. Герой Советского Союза (1945), полковник в отставке.

## Биография
Родился 10 июля 1918 года на хуторе Шашково (ныне в составе села Просечье) Раненбургского уезда Рязанской губернии в крестьянской семье. По национальности русский. По окончании 7 классов школы работал на Новокузнецком металлургическом комбинате.
Проходил службу в Красной армии в 1938—1939 и с 1941 года. В 1941 году окончил ускоренный курс Новосибирского военно-пехотного училища, в 1942 году — курсы «Выстрел». В действующей армии с февраля 1943 года. Член ВКП(б) с 1944 года.
Капитан Н. В. Ларин особо отличился 26 января 1945 года при форсировании Одера в районе населённого пункта Домбзен (нем. Dombsen). Батальон под его командованием первым переправился через реку, захватил плацдарм, расширил и удержал его до подхода основных сил дивизии.
Указом Президиума Верховного Совета СССР от 10 апреля 1945 года капитану Ларину Николаю Владимировичу присвоено звание Героя Советского Союза с вручением ордена Ленина и медали «Золотая Звезда».
С 1946 года в запасе. В 1957 году окончил Высшую школу МВД. До 1962 года жил в Новокузнецке работая в органах внутренних дел. В 1962 году вышел в отставку, полковник.
Жил и работал в городе Новокузнецк, в 1963—1966 годах — в Кривом Роге, с 1966 года — в городе Молодечно Минской области.
Скончался 12 ноября 1982 года.

## Награды и звания
- Медаль «Золотая Звезда»;
- Орден Ленина;
- два ордена Красного Знамени;
- Орден Александра Невского;
- Орден Отечественной войны II степени.
- Медали, в том числе:
  - Медаль «За победу над Германией в Великой Отечественной войне 1941—1945 гг.»;
  - Юбилейная медаль «Двадцать лет Победы в Великой Отечественной войне 1941—1945 гг.»;
  - Юбилейная медаль «Тридцать лет Победы в Великой Отечественной войне 1941—1945 гг.».
- Почётный гражданин города Молодечно (1980).

## Память
- Именем Героя Советского Союза Н. В. Ларина названа улица в Молодечно.
- Пионерская дружина ГУО “Средняя школа № 9 г. Молодечно” носит имя героя Советского Союза Николая Владимировича Ларина и входит в состав Белорусской республиканской пионерской организации.